# Уссурийский городской округ
Уссури́йский городско́й о́круг — муниципальное образование в Приморском крае России, образованное в границах административно-территориальной единицы города краевого подчинения Уссури́йск.
Административный центр — город Уссурийск — крупный транспортный узел и промышленный центр. Площадь округа 3690 км².
До 2004 года составлял Уссурийский район.

## География
Расположен в самом центре Приханкайской равнины. На западе граничит с КНР, на юге — с Надеждинским и Хасанским районами (на юго-западе), Артёмовским ГО, Октябрьским и Михайловским районами на севере и Шкотовским районом на востоке.
Рельеф в центральной части равнинный. На западе расположены отроги Восточно-Маньчжурской горной системы. Здесь расположено Борисовское (Шуфанское) базальтовое плато, где находится высшая точка территории — гора Пологая, высотой 741,1 м. Восток Уссурийского городского округа занят отрогами гор Пржевальского с абсолютными высотами до 702 м. На территории Уссурийского городского округа находится треть заповедника имени Комарова.
В округе представлены в основном листопадные леса и травянистые равнины. Крупнейшая река округа — Раздольная. Вдоль неё располагаются многочисленные небольшие озёра типа стариц. Более крупные водоёмы имеют искусственное происхождение — это водохранилища вблизи сёл Раковка, Кугуки и Алексей-Никольское.

## Ресурсы
Из полезных ископаемых в округе имеется уголь. Также округ богат агроклиматическими ресурсами. Здесь выращивают зерновые культуры и сою, а также овощи и фрукты.

## История
В 2004 году город Уссурийск и Уссурийский район как муниципальные образования были преобразованы в Уссурийский городской округ.
В 2006 году Уссурийский район был упразднён, а его населённые пункты подчинены напрямую администрации города Уссурийска.

## Население
| 1926     | 1929     | 1931     | 1939     | 1970     | 1979     | 1989     |
| -------- | -------- | -------- | -------- | -------- | -------- | -------- |
| 78 054   | ↗80 586  | ↗91 400  | ↗91 712  | ↗154 592 | ↗173 764 | ↗187 207 |
| 2002     | 2006     | 2009     | 2010     | 2011     | 2012     | 2013     |
| ↘184 526 | ↘182 000 | ↘180 745 | ↗184 046 | ↘183 977 | ↗187 912 | ↗191 091 |
| 2014     | 2015     | 2016     | 2017     | 2018     | 2019     | 2020     |
| ↗192 844 | ↗194 250 | ↗194 761 | ↗196 863 | ↗197 875 | ↗198 983 | ↗199 341 |
| 2021     | 2022     | 2023     | 2024     |          |          |          |
| ↗205 862 | ↗205 968 | ↘205 343 | ↗205 435 |          |          |          |

Примечание. В 2004 году на территории Уссурийского района образован городской округ, 
включивший территорию района и не входивший в состав муниципального района город краевого подчинения Уссурийск, население с 1970 года по 2002 год пересчитано в состав округа включено население района.

### Национальный состав
Подавляющее большинство населения округа составляют русские — 91 %, за ними следуют корейцы (3 %) и украинцы (2,4 %). Также существенна доля и других народов: азербайджанцев, армян и татар, суммарно их доля в населении округа составляет 3,6 %.
Естественное движение
| Годы | Рождений | Смертей | Е.п  | Миграция | Рождаемость ‰ | Смертность ‰ | Е.п. ‰ | Миграция ‰ |
| ---- | -------- | ------- | ---- | -------- | ------------- | ------------ | ------ | ---------- |
| 2010 | 2 230    | 2 441   | -211 | -280     | 12,12         | 13,27        | -1,15  | -1,52      |
| 2011 | 2 201    | 2 426   | -225 | 3 710    | 11,71         | 12,91        | -1,20  | 19,74      |
| 2012 | 2 415    | 2 451   | -36  | 3 143    | 12,64         | 12,83        | -0,19  | 16,45      |
| 2013 | 2 455    | 2 389   | 66   | 1 819    | 12,73         | 12,39        | 0,34   | 9,43       |
| 2014 | 2 559    | 2 337   | 222  | 1 628    | 13,17         | 12,03        | 1,14   | 8,38       |
| 2015 | 2 649    | 2 260   | 389  | 900      | 13,60         | 11,60        | 2,00   | 4,62       |

## Населённые пункты
В состав городского округа и города краевого подчинения  входят 38 населённых пунктов:
| №  | Населённый пункт   | Тип          | Население | Территориальная администрация |
| -- | ------------------ | ------------ | --------- | ----------------------------- |
| 1  | Уссурийск          | город        | ↘178 803  | город Уссурийск               |
| 2  | Алексей-Никольское | село         | ↘705      | Алексей-Никольская территория |
| 3  | Баневурово         | село         | ↗284      | Кондратеновская территория    |
| 4  | Богатырка          | село         | ↘235      | Пуциловская территория        |
| 5  | Боголюбовка        | село         | ↘142      | Раковская территория          |
| 6  | Борисовка          | село         | ↗2472     | Борисовская территория        |
| 7  | Борисовский Мост   | село         | 14        | Борисовская территория        |
| 8  | Воздвиженка        | село         | ↘6352     | Воздвиженская территория      |
| 9  | Воздвиженский      | ж.д. станция | ↘75       | Воздвиженская территория      |
| 10 | Глуховка           | село         | ↗262      | Раковская территория          |
| 11 | Горно-Таёжное      | село         | ↘240      | Кондратеновская территория    |
| 12 | Долины             | село         | ↗89       | Кондратеновская территория    |
| 13 | Дубовый Ключ       | село         | →187      | Кондратеновская территория    |
| 14 | ДЭУ-196            | село         | ↗52       | Борисовская территория        |
| 15 | Заречное           | село         | ↗863      | Кондратеновская территория    |
| 16 | Каймановка         | село         | ↘334      | Кондратеновская территория    |
| 17 | Каменушка          | село         | ↘290      | Кондратеновская территория    |
| 18 | Кондратеновка      | село         | ↗228      | Кондратеновская территория    |
| 19 | Корсаковка         | село         | ↘1323     | Пушкинская территория         |
| 20 | Корфовка           | село         | ↘150      | Алексей-Никольская территория |
| 21 | Красный Яр         | село         | ↗467      | Краснояровская территория     |
| 22 | Кроуновка          | село         | ↘594      | Пушкинская территория         |
| 23 | Кугуки             | село         | ↗69       | Борисовская территория        |
| 24 | Лимичёвка          | ж.д. станция | ↘66       | Воздвиженская территория      |
| 25 | Линевичи           | село         | ↘152      | Краснояровская территория     |
| 26 | Монакино           | село         | ↘170      | Пуциловская территория        |
| 27 | Николо-Львовское   | село         | ↘148      | Алексей-Никольская территория |
| 28 | Новоникольск       | село         | ↘4006     | Новоникольская территория     |
| 29 | Партизан           | посёлок      | ↗500      | Краснояровская территория     |
| 30 | Пуциловка          | село         | ↘479      | Пуциловская территория        |
| 31 | Пушкино            | село         | ↘3        | Пушкинская территория         |
| 32 | Раковка            | село         | ↗1246     | Раковская территория          |
| 33 | Степное            | село         | ↗651      | Новоникольская территория     |
| 34 | Тимирязевский      | посёлок      | ↗1717     | Воздвиженская территория      |
| 35 | Улитовка           | село         | ↘251      | Пуциловская территория        |
| 36 | Утёсное            | село         | ↘388      | Краснояровская территория     |
| 37 | Элитное            | село         | ↘133      | Новоникольская территория     |
| 38 | Яконовка           | село         | ↗291      | Пушкинская территория         |

## Главы
Глава муниципального образования г. Уссурийск и Уссурийский район
- с декабря 2000 — Рудица Сергей Поликарпович был избран всенародным голосованием главой муниципального образования г. Уссурийск и Уссурийского района.[38][39]

Глава Уссурийского городского округа — председательокруга:Уссурийского городского округа
Председателем Думы Уссурийского городского округа избран - Черныш Александр Николаевич. Заместителем председателя Думы Уссурийского городского округа избрана - Казанцева Ирина Васильевна. В Думе Уссурийского городского округа действует четыре постоянных комиссии.
- с городского округа[40] (в 2009 году ран депутатом городского совета[41]

- с декабря 2014 года — назначен Евгений Евгеньевич Корж[42]

## Приморская государственная сельскохозяйственная академия
В городе Уссурийске находится Приморская государственная сельскохозяйственная академия, в селе Воздвиженка расположены некоторые её учебные корпуса.

## Археология
На территории округа выявлено более полтысячи археологических памятников, среди них ранненеолитическое поселение Кроуновка-6. К зайсановской археологической культуре относятся поселения Кроуновка-1, Кроуновка-21 и Кроуновский Ключ (все в долине реки Кроуновки), Золотой Колос-15, Боголюбовка-1.